# Ophrys × arachnitiformis
Ophrys × arachnitiformis Gren. & M.Philippe, 1860 è una pianta erbacea appartenente alla famiglia delle Orchidacee.
È un'entità di origine ibridogena (O. fuciflora × O. sphegodes).

## Descrizione
È un'orchidea terrestre alta fino a 30 cm. La forma biologica è geofita bulbosa (G bulb), ossia è una pianta perenne che porta le gemme in posizione sotterranea. Durante la stagione avversa non presenta organi aerei e le gemme si trovano in organi sotterranei chiamati bulbi o tuberi, strutture di riserva che annualmente producono nuovi fusti, foglie e fiori. 

### Radici
Le radici sono fascicolate e secondarie da bulbo e consistono in sottili fibre radicali posizionate nella parte superiore dei bulbi.

### Fusto
- Parte ipogea: la parte sotterranea del fusto è composta da due tuberi bulbosi; il primo svolge delle importanti funzioni di alimentazione, mentre il secondo raccoglie materiali nutritizi di riserva per lo sviluppo della pianta che si formerà nell'anno venturo.
- Parte epigea: la parte aerea del fusto è robusta, semplice ed eretta. Il colore è verde.

### Foglie
Sono presenti poche foglie a forma oblungo-lanceolata, ad apice acuto. Sulla pagina fogliare sono presenti delle nervature parallele disposte longitudinalmente (foglie di tipo parallelinervie). Quelle cauline sono progressivamente più ridotte a portamento amplessicaule e simili a brattee. 

### Infiorescenza
L'infiorescenza è “indefinita” (senza fiore apicale o politelica) del tipo spiciforme con pochissimi fiori (da 4 a 6 e ben spaziati). Questi ultimi sono posti alle ascelle di brattee a forma lineare-lanceolata con una scanalatura centrale; sono lunghe più dell'ovario. I fiori inoltre sono resupinati, ruotati sottosopra; in questo caso il labello è volto in basso.

### Fiore
I fiori sono ermafroditi ed irregolarmente zigomorfi, pentaciclici (perigonio a 2 verticilli di tepali, 2 verticilli di stami (di cui uno solo fertile – essendo l'altro atrofizzato), 1 verticillo dello stilo).
- Formula fiorale: per queste piante viene indicata la seguente formula fiorale:

X, P 3+3, [A 1, G (3)], infero, capsula

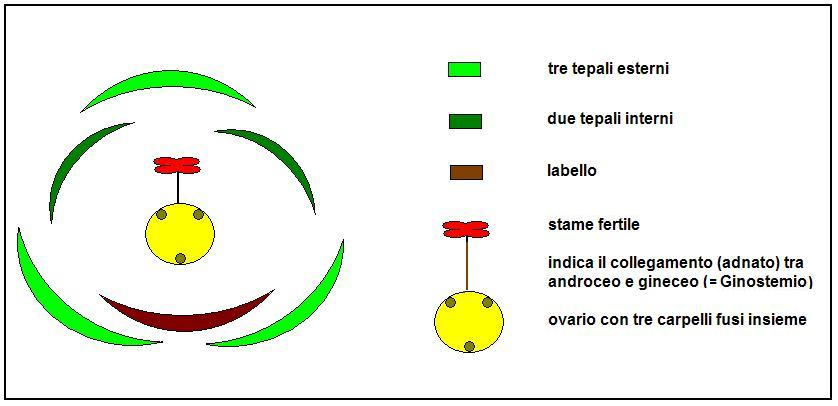
Diagramma fiorale

- Perigonio: il perigonio è composto da 2 verticilli con 3 tepali (o segmenti) ciascuno (3 interni e 3 esterni). I tre segmenti esterni sono patenti a forma oblunga. Quello mediano è spesso lievemente ricurvo in avanti. I due tepali interni (il terzo, quello centrale, chiamato labello, è molto diverso da tutti gli altri) sono lievemente più piccoli sempre a forma oblunga, disposti in modo alternato a quelli esterni e con i bordi smarginati o increspati di colore giallastro. Colore dei tepali: rosa (o porpora chiaro) con una nervatura verde centrale.
- Labello: il labello (la parte più vistosa del fiore) è ampio, carnoso e pubescente; si presenta con un portamento pendente. La parte terminale è formata da vari lobi appena evidenti di colore giallastro. In questa specie non è presente lo sperone, sono presenti invece delle lievi gibbosità nella zona centrale.  Colore del labello: bruno-rossiccio (ai bordi è vistosamente pubescente/vellutato), con macchie lucide più chiare al centro (quasi bianche o grigie contornate da bordi bianchi) e disegni simili all'addome di un insetto a forma di “H”.
- Ginostemio:  lo stame con le rispettive antere (in realtà si tratta di una sola antera fertile biloculare – a due logge) è concresciuto (o adnato) con lo stilo e lo stigma e forma una specie di organo colonnare chiamato "ginostemio"[6]. Quest'organo esternamente di colore verde, è posizionato all'interno-centro del fiore ed ha un portamento incurvato in avanti. Il polline ha una consistenza gelatinosa; e si trova nelle due logge dell'antera, queste sono fornite di una ghiandola vischiosa (chiamata retinacolo). I pollinii sono inseriti su due retinacoli distinti tramite delle caudicole, mentre i retinacoli sono protetti da due borsicole[7]. L'ovario, sessile in posizione infera  è formato da tre carpelli fusi insieme[3]. L'ovario non è contorto.
- Fioritura: da aprile a maggio.

### Frutti
Il frutto è una capsula.  Al suo interno sono contenuti numerosi minutissimi semi piatti. Questi semi sono privi di endosperma e gli embrioni contenuti in essi sono poco differenziati in quanto formati da poche cellule. Queste piante vivono in stretta simbiosi con micorrize endotrofiche, questo significa che i semi possono svilupparsi solamente dopo essere infettati dalle spore di funghi micorrizici (infestazione di ife fungine). Questo meccanismo è necessario in quanto i semi da soli hanno poche sostanze di riserva per una germinazione in proprio.

## Biologia
La riproduzione di questa pianta può avvenire in due modi: 
- per via sessuata grazie all'impollinazione degli insetti pronubi; come per altre specie di Ophrys anche in questa l'impollinazione avviene tramite un ben definito maschio di imenottero del genere Andrena[5] (in questo caso specifico dalla Andrena squalida[9])  che riconosce (o crede di riconoscere) nella figura disegnata sul labello una propria femmina e quindi tenta una copulazione col solo risultato di trasferire il polline da un individuo floreale all'altro. Anche il profumo (non sempre gradevole per noi umani) emesso dall'orchidea imita i ferormoni dell'insetto femmina per incitare ulteriormente l'insetto maschio all'accoppiamento.
Questo fiore è privo di nettare per cui a impollinazione avvenuta l'insetto non ottiene nessuna ricompensa; questa specie può quindi essere classificata tra i “fiori ingannevoli”[10]. Inoltre dal momento che l'insetto è attratto solamente da una specifica femmina (e quindi da una specifica orchidea) si evitano così sterili impollinazioni interspecifiche.
- per via vegetativa in quanto uno dei due bulbi possiede la funzione vegetativa per cui può emettere gemme avventizie capaci di generare nuovi individui (l'altro bulbo generalmente è di riserva).

## Distribuzione e habitat
- Geoelemento: il tipo corologico (area di origine) è Subendemica.
- Distribuzione: è una specie rara; in Italia questa orchidea è presente nelle Alpi Marittime; fuori dell'Italia si trova nella Francia meridionale.
- Habitat: l'habitat tipico sono i prati magri, le schiarite boschive su substrato calcareo e in zone a mezza ombra.
- Distribuzione altitudinale: sui rilievi queste piante si possono trovare fino a 600 m s.l.m.; frequentano quindi il piano vegetazionale collinare.

## Tassonomia

### Ibridi
Nell'elenco che segue sono indicati alcuni ibridi interspecifici:
- Ophrys × estacensis Soca, 1997 - Ibrido con Ophrys fuciflora (Burm. f.) Greuter, 1967
- Ophrys × lebeaultii J.-F.Perrin & Soca, 1999 - Ibrido con Ophrys sphegodes subsp. passionis Sennen ex Devillers-Tersch. & Devillers, 1994.

### Sinonimi
Questa entità ha avuto nel tempo diverse nomenclature:
- Ophrys × arachnitiformis subsp. archipelagi (Gölz & H.R.Reinhard) Kreutz
- Ophrys × arachnitiformis subsp. gallica (Looken) Kreutz
- Ophrys × arachnitiformis subsp. mateolana (Medagli, D'Emerico, Bianco & Ruggiero) Kreutz
- Ophrys × arachnitiformis f. nicaeensis (Barla) P.Delforge
- Ophrys × arachnitiformis var. occidentalis (Scappat.) P.Delforge
- Ophrys × arachnitiformis subsp. occidentalis Scappat.
- Ophrys × arachnitiformis f. specularia (Rchb.f.) P.Delforge
- Ophrys × arachnitiformis subsp. splendida (Gölz & H.R.Reinhard) H.Baumann & R.Lorenz
- Ophrys × arachnitiformis subsp. tyrrhena (Gölz & H.R.Reinhard) H.Baumann & R.Lorenz
- Ophrys aranifera var. nicaeensis Barla
- Ophrys aranifera var. specularia Rchb.f.
- Ophrys × archipelagi Gölz & H.R.Reinhard
- Ophrys × aschersonii Nanteuil
- Ophrys × aschersonii nothosubsp. metellae Benigni, Barigelli & Petroselli
- Ophrys × augustae A.Fuchs
- Ophrys × brunamontei Soca
- Ophrys × carduccii Romolini & Soca
- Ophrys × castellana Devillers-Tersch. & Devillers
- Ophrys × castri-pontium G.B.Pau & Pessei
- Ophrys × chatenieri Rouy
- Ophrys × chatenieri nothovar. bakonyensis Soó
- Ophrys × crocii Soca
- Ophrys × debruijckereana Looken
- Ophrys × dionysii P.Delforge
- Ophrys exaltata subsp. arachnitiformis (Gren. & M.Philippe) Del Prete
- Ophrys exaltata subsp. archipelagi (Gölz & H.R.Reinhard) Del Prete
- Ophrys exaltata subsp. castellana (Devillers-Tersch. & Devillers) Soca
- Ophrys exaltata subsp. mateolana (Medagli, D'Emerico, Bianco & Ruggiero) Paulus & Gack
- Ophrys exaltata subsp. montis-leonis (O.Danesch & E.Danesch) Soca
- Ophrys exaltata subsp. splendida (Gölz & H.R.Reinhard) Soca
- Ophrys exaltata subsp. tyrrhena (Gölz & H.R.Reinhard) Del Prete
- Ophrys × fayencensis (P.Delforge) P.Delforge
- Ophrys × filomenoi D'Alonzo & Perilli
- Ophrys × friderici D'Alonzo & Perilli
- Ophrys × gallica Looken
- Ophrys × glanensis Soca
- Ophrys × godferyana A.Camus
- Ophrys × godferyana nothosubsp. fayencensis P.Delforge
- Ophrys insectifera subsp. integra Moggr.
- Ophrys × integra (Moggr.) Paulus & Gack
- Ophrys × licana A.Fuchs
- Ophrys × mateolana Medagli, D'Emerico, Bianco & Ruggiero
- Ophrys × milioniae Soca
- Ophrys × monachorum O.Danesch & E.Danesch
- Ophrys × montis-leonis O.Danesch & E.Danesch
- Ophrys × obscura Beck
- Ophrys × occidentalis (Scappat.) Scappat. & M.Demange
- Ophrys × panattensis Scrugli, Cogoni & Pessei
- Ophrys × pesseiae P.Delforge
- Ophrys × sipontensis O.Danesch & E.Danesch
- Ophrys × specularia (Rchb.f.) Lojac.
- Ophrys sphegodes subsp. arachnitiformis (Gren. & M.Philippe) Malag.
- Ophrys sphegodes subsp. integra (Moggr.) H.Baumann & Künkele
- Ophrys sphegodes subsp. sipontensis Gumpr.
- Ophrys × splendida Gölz & H.R.Reinhard
- Ophrys × trombettensis Soca
- Ophrys × tyrrhena Gölz & H.R.Reinhard

### Specie simili
Tutte le orchidee del genere Ophrys ad una prima occhiata sono molto simili tra di loro. L'elemento più distintivo è il disegno del labello. In questo caso sono molte le specie (e sottospecie) con una macula simile ad una H. Qui di seguito citiamo alcune: 
- Ophrys apifera Huds., 1762
- Ophrys sphegodes Mill., 1768 (tutto il gruppo)

Per approfondire le diversità morfologiche tra le varie specie si vedano le relative voci di questa enciclopedia.

## Conservazione
Come tutte le orchidee è una specie protetta e quindi ne è vietata la raccolta e il commercio ai sensi della Convenzione sul commercio internazionale delle specie minacciate di estinzione (CITES).